# Futbol'nyj Klub Karpaty 2012-2013

## Rosa
| N. |                                 | Ruolo | Calciatore          |
| -- | ------------------------------- | ----- | ------------------- |
| 1  | Macedonia del Nord (bandiera)   | P     | Martin Bogatinov    |
| 4  | Serbia (bandiera)               | D     | Ivan Milošević      |
| 7  | Ucraina (bandiera)              | C     | Pavlo Ks'onz        |
| 8  | Ucraina (bandiera)              | D     | Ihor Oshchypko      |
| 9  | Camerun (bandiera)              | A     | Armand Ella Ken     |
| 10 | Ucraina (bandiera)              | A     | Oleksandr Hladkyj   |
| 11 | Estonia (bandiera)              | A     | Sergei Zenjov       |
| 16 | Ucraina (bandiera)              | C     | Ihor Chudob"jak     |
| 17 | Ucraina (bandiera)              | C     | Oleh Holodjuk       |
| 18 | Ucraina (bandiera)              | C     | Mychajlo Kopolovec' |
| 19 | Ucraina (bandiera)              | C     | Jaroslav Martynjuk  |
| 20 | Georgia (bandiera)              | C     | Levan Kenia         |
| 21 | Slovenia (bandiera)             | D     | Gregor Balažic      |
| 22 | Bosnia ed Erzegovina (bandiera) | C     | Semir Štilić        |
| 23 | Ucraina (bandiera)              | P     | Roman Mysak         |
| 25 | Ucraina (bandiera)              | C     | Andrij Tkačuk       |

| N. |                    | Ruolo | Calciatore             |
| -- | ------------------ | ----- | ---------------------- |
| 28 | Ucraina (bandiera) | A     | Oleksandr Kas"jan      |
| 29 | Ucraina (bandiera) | P     | Oleksandr Il'juščenkov |
| 32 | Ucraina (bandiera) | D     | Ihor Plastun           |
| 36 | Ucraina (bandiera) | A     | Volodymyr Hudyma       |
| 39 | Ucraina (bandiera) | D     | Mykola Zhovtyuk        |
| 41 | Ucraina (bandiera) | D     | Stepan Hirskyi         |
| 43 | Ucraina (bandiera) | C     | Ihor Ozarkiv           |
| 51 | Ucraina (bandiera) | A     | Serhiy Zahidulin       |
| 62 | Ucraina (bandiera) | D     | Taras Puchkovskyi      |
| 77 | Spagna (bandiera)  | A     | Lucas                  |
| 83 | Ucraina (bandiera) | C     | Oleh Bilyi             |
| 88 | Georgia (bandiera) | C     | Murtaz Daushvili       |
|    | Armenia (bandiera) | D     | Hrayr Mkoyan           |
|    | Spagna (bandiera)  | A     | Iago Beceiro           |
|    | Ucraina (bandiera) | A     | Illja Michal'ov        |
|    | Brasile (bandiera) | A     | Marcelinho             |